# Devario malabaricus
Devario malabaricus es una especie de peces de la familia de los Cyprinidae en el orden de los Cypriniformes.

## Morfología
Los machos pueden llegar alcanzar los 12 cm de longitud total.

## Hábitat
Es un pez de agua dulce.

## Distribución geográfica
Se encuentra en Sri Lanka y en la costa oeste de la India. Es muy popular en todo el mundo como pez de  acuario.